# Charbogne
Charbogne is een gemeente in het Franse departement Ardennes (regio Grand Est) en telt 206 inwoners (2005). De plaats maakt deel uit van het arrondissement Vouziers.

## Geografie
De oppervlakte van Charbogne bedraagt 9,2 km², de bevolkingsdichtheid is 22,4 inwoners per km².

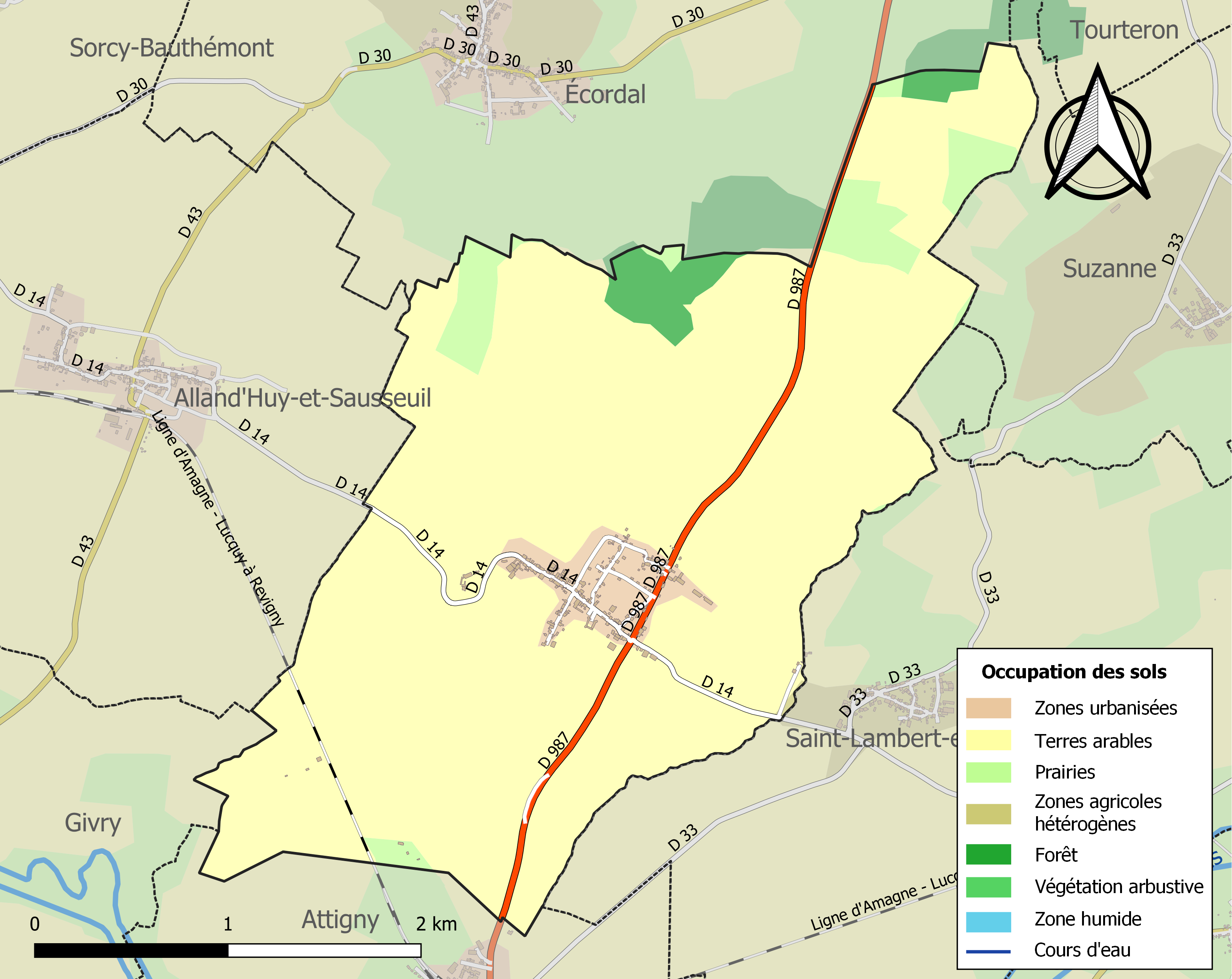
Kaart van de gemeente met de belangrijkste infrastructuur, bodemgebruik en omliggende gemeenten

## Demografie
Onderstaande figuur toont het verloop van het inwonertal (bron: INSEE-tellingen).

Vanwege een beveiligingsprobleem met de MediaWiki Graph-software is het momenteel niet mogelijk deze grafiek weer te geven. Zodra de software is bijgewerkt zal de grafiek vanzelf weer zichtbaar worden.

## Geschiedenis
De familienaam De Charbogne wordt genoemd in 1172 met betrekking tot de plaats Voncq. In 1203 wordt het dorp afgestaan aan de graaf van Rethel. Henriette van Kleef, weduwe van Louis de Gonzague, verkocht de heerlijkheid in 1600 aan Jean de Guiot, gouverneur van Mézières, die er een versterkte boerderij bouwde. Het werd in 1676 verkocht aan Antoine de Wignacourt.
De kerk Saint-Rémi werd gebouwd eind 15e - begin 16e eeuw, in de flamboyante stijl door vader en zoon De Courtay, lokale metselaars. De parochie is tegenwoordig een dependance van de parochie Saint-Méen-de-la-Champagne in Attigny.

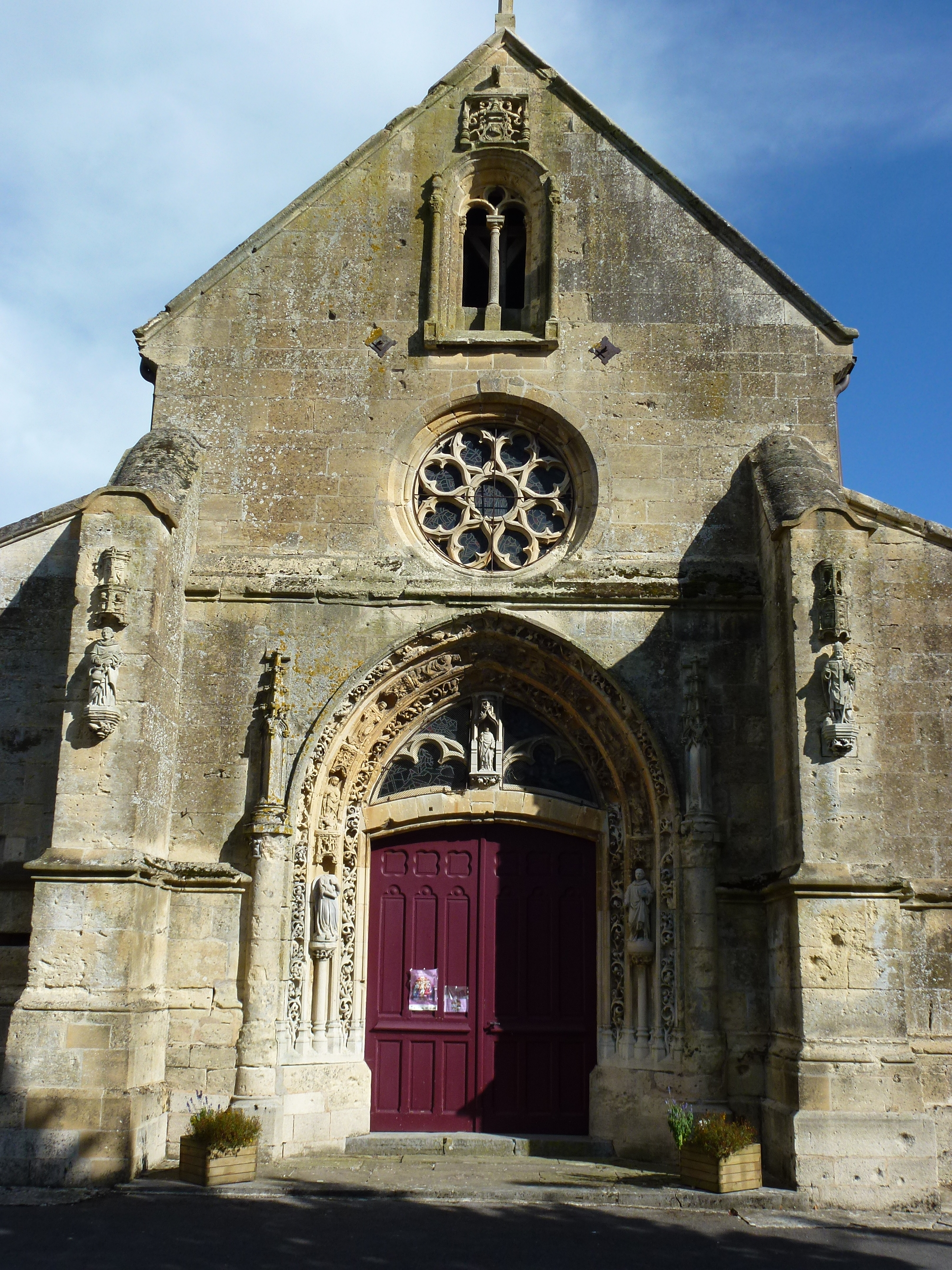
Kerk Saint-Rémi, voorgevel
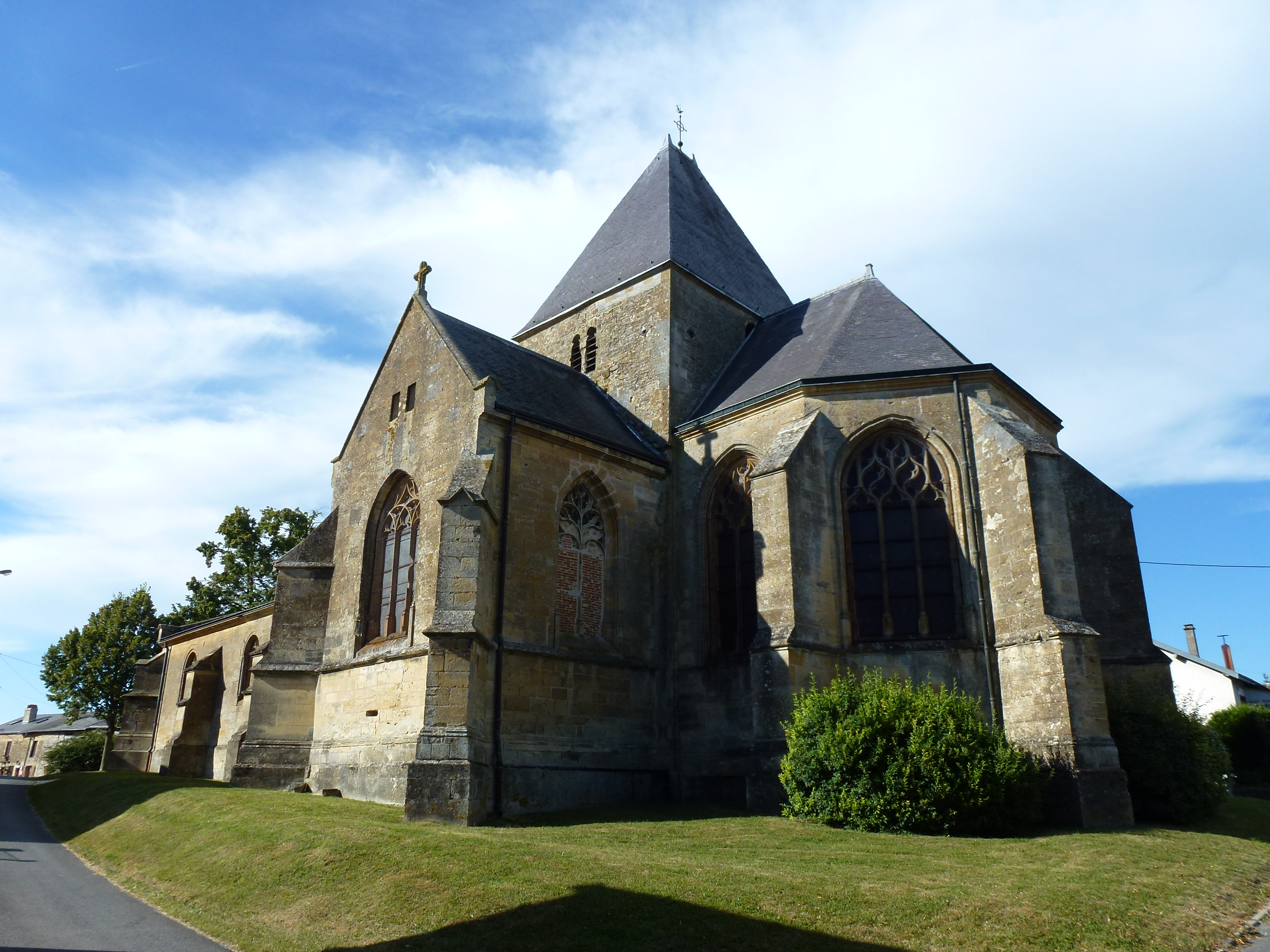
Kerk Saint-Rémi, achterkant
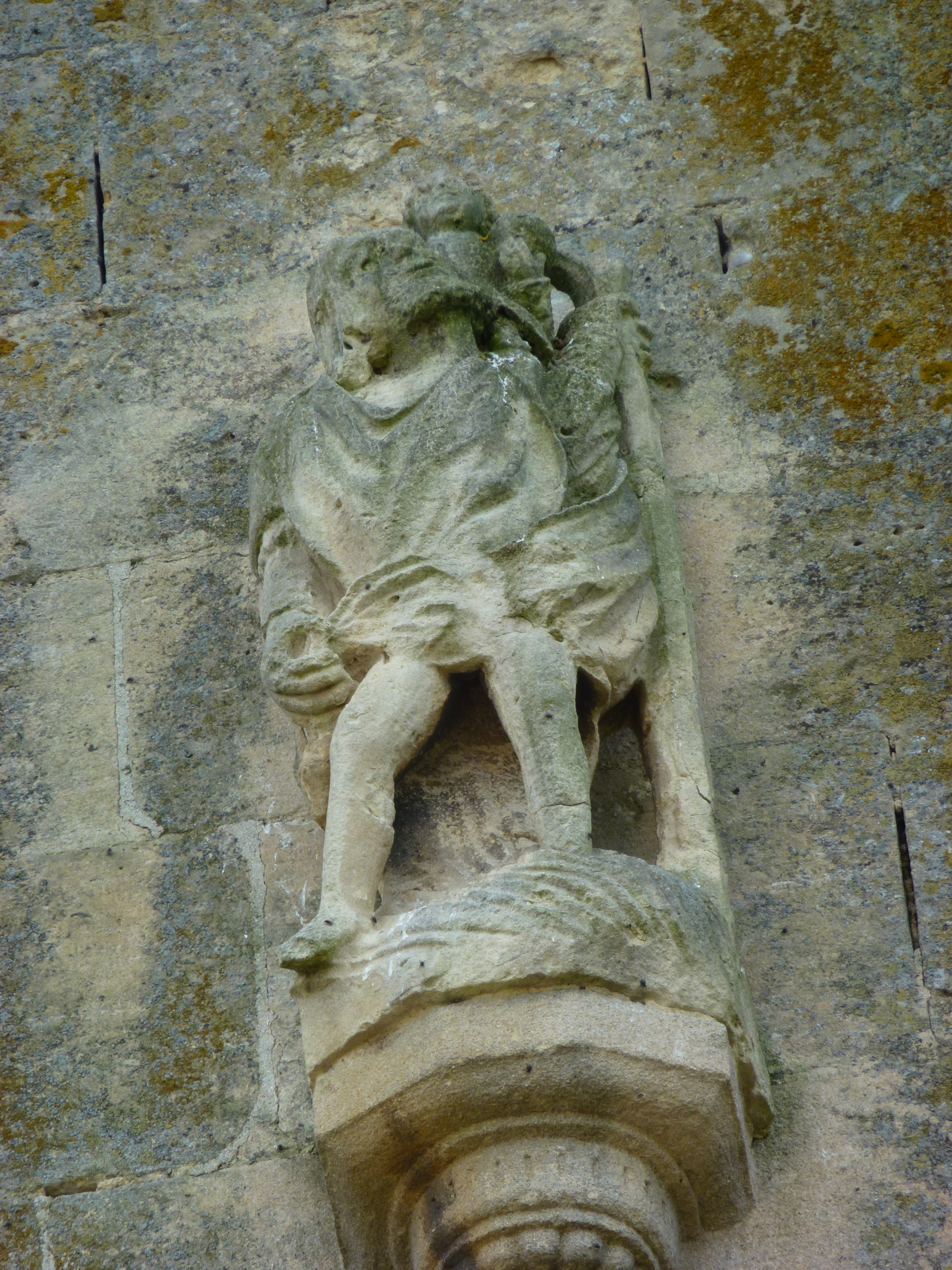
Kerk Saint-Rémi, gevelbeeld op de steunbeer van de voorgevel
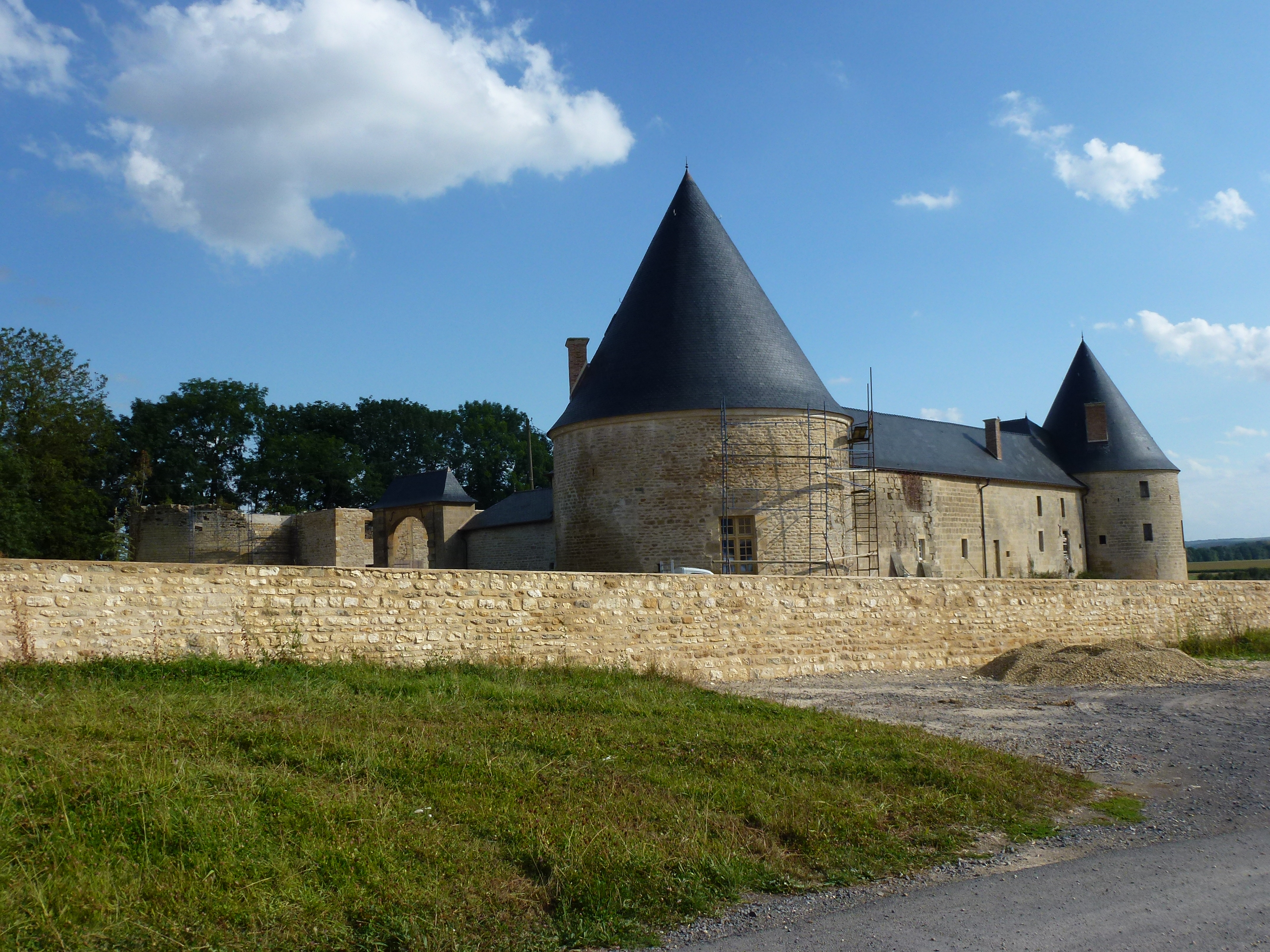
kasteel van Charbogne, versterkte boerderij.